# Сурская, Мария Романовна
Мари́я Рома́новна Су́рская (14 апреля 1909, Малый Кугунур, Яранский уезд, Вятская губерния, Российская империя ― 17 января 1991, Волжск, Марийская АССР, РСФСР, СССР) ― советский врач-терапевт. Главный врач Волжской городской поликлиники (1940―1942), заведующая отделением терапии Волжской городской больницы Марийской АССР (1948―1964). Заслуженный врач РСФСР (1960).

## Биография
Родилась 14 апреля 1909 года в деревне Малый Кугунур ныне Оршанского района Марий Эл.
В 1935 году окончила факультет охраны материнства и детства Второго Московского медицинского института. 
В 1935―1936 годах ― врач Дома ребёнка и терапевт г. Козмодемьянске Марийской автономной области.
С 1936 года ― в г. Волжске Марийской АССР: терапевт Лопатинского врачебного объединения, в 1940―1942 годах ― главный врач Волжской городской поликлиники.
В 1942―1943 годах ― участковый терапевт в г. Йошкар-Оле.
В 1945―1947 годах ― заведующая Волжским городским здравотделом, в 1948―1964 годах ― заведующая отделением терапии Волжской городской больницы. Участвовала в ликвидации трахомы. За многолетнюю безупречную работу в области здравоохранения в 1960 году ей присвоено почётное звание «Заслуженный врач РСФСР». Награждена медалями, в том числе медалью «За трудовое отличие».
Замужем, дочь ― врач-педиатр, психоневролог Инна Петровна Волчкова. 
Скончалась 17 января 1991 года в г. Волжске Марийской АССР.

## Признание заслуг
- Заслуженный врач РСФСР (15 ноября 1960)[1][2]
- Медаль «За трудовое отличие» (1951)[1][2]
- Медаль «За доблестный труд в Великой Отечественной войне 1941—1945 гг.» (1945)[1][2]
- Медаль «За доблестный труд. В ознаменование 100-летия со дня рождения Владимира Ильича Ленина» (1970)[1][2]

## Память
- Имя врача-терапевта М. Р. Сурской внесено в Книгу Почёта Республики Марий Эл.
- Отдельные фотодокументальные материалы из личного архива М. Р. Сурской ныне хранятся в Волжском краеведческом музее.